# The Fatal Hour
The Fatal Hour er en amerikansk stumfilm fra 1908 af D. W. Griffith.

## Medvirkende
- George Gebhardt som Hendricks
- Harry Solter som Pong Lee
- Linda Arvidson
- Florence Auer
- Charles Gorman